# Джек Роулі
Джон Фре́дерік Ро́улі (англ. John Frederick Rowley; 7 жовтня 1918, Вулвергемптон, Англія — 28 червня 1998, Шоу-енд-Кромптон, Англія), більш відомий як Джек Роулі (англ. Jack Rowley) — англійський футболіст, що грав на позиції нападника, один з легендарних гравців «Манчестер Юнайтед». З 211 голами посідає четверте місце в списку найкращих бомбардирів в історії «червоних дияволів», вигравши з клубом усі три головні національні трофеї — чемпіонат, Кубок та Суперкубок Англії.
Виступав на позиціях правого і лівого інсайда, центрфорварда і лівого крайнього нападника. Володів «забивною» лівою ногою, завдяки якій отримав прізвисько «Артилерист» (англ. The Gunner). По завершенні ігрової кар'єри — тренер.

## Клубна кар'єра
Народився 7 жовтня 1920 року в місті Вулвергемптон. Виступав за юнацький склад місцевого клубу «Вулвергемптон Вондерерз», але в основній команді «вовків» так і не зіграв і перебрався до невеличкої команди «Кредлі-Гіт».
У 1937 році перейшов до «Борнмут енд Боско Атлетік», де забив 10 м'ячів у перших 11 матчах, виступаючи на позиції лівого крайнього нападника. Всього за «Борнмут» він забив 12 м'ячів у 22 матчах.
Під час виступів за «Борнмут» Джек привернув увагу Джеймса Вільяма Гібсона, голови клубу «Манчестер Юнайтед», який часто відвідував південне узбережжя. У підсумку в жовтні 1937 року «Манчестер Юнайтед» придбав Джека Роулі за 3000 фунтів. Він дебютував за «Юнайтед» 23 жовтня 1937 року в матчі Другого дивізіону проти «Шеффілд Венсдей». У своєму дебютному матчі Роулі не забив і був виведений з основного складу до грудня. 4 грудня того ж року отримав ще один шанс, потрапивши до основного складу на гру проти «Свонсі Сіті» і прекрасно ним скористався, забивши 4 голи в ворота суперника. Всього в сезоні 1937/38 забив 9 м'ячів, а «Юнайтед» за його підсумками повернувся в Перший дивізіон Футбольної ліги, вищий на той момент дивізіон в англійському футболі. В сезоні 1938/39 Роулі забив 10 м'ячів в 39 матчах і допоміг своїй команді залишитися у вищому дивізіоні, фінішувавши на 14-му місці. Наступний сезон був перерваний через початок Другої світової війни.
У воєнний час Джек Роулі проходив службу в полку Південного Стаффордширу (англ. South Staffordshire regiment). Взяв участь у висадці в Нормандії. Паралельно продовжував, по можливості, грати за «Манчестер Юнайтед» у військових турнірах. Також виступав в статусі гостьового гравця воєнного часу за «Вулвергемптон», «Олдершот», «Белфаст Дістіллері», «Фолкстоун», « Шрусбері Таун» і «Тоттенгем Готспур». Футбольна збірна Британської армії у воєнний час проводила матчі у Франції, а також в Сирії, Єгипті, Палестині і Бельгії. Роулі був присутній в цій збірній, однак пропустив більшу частину власне футбольних матчів: спочатку він захворів на дизентерію, а в 1945 році був госпіталізований з симптомами гарячки паппатачі. В армійській футбольній збірній Джек вперше зустрів свого майбутнього тренера в «Манчестер Юнайтед», ще молодого Метта Басбі.
Після відновлення офіційних турнірів в Англії продовжив виступати за «Юнайтед». В сезоні 1946/47 забив за «Юнайтед» 28 м'ячів, а його команда зайняла в чемпіонаті друге місце. В наступному сезоні допоміг своїй команді виграти Кубок Англії, забивши два м'ячі в фінальному матчі проти знаменитого «Блекпула», в складі якого грали легендарні футболісти Стенлі Метьюз і Стен Мортенсен.
У післявоєнний період Роулі був найкращим бомбардиром клубу в шести сезонах з семи. Після відходу з клубу Чарлі Міттена Роулі зайняв його місце на лівому фланзі атаки, також грав на позиції центрфорварда. В сезоні 1951/52 Роулі забив за команду 30 м'ячів в лізі і допоміг «Манчестер Юнайтед» виграти чемпіонський титул (третій чемпіонський титул в історії клубу і перший після 41-річної перерви). В останній грі сезону 26 квітня 1952 року «Юнайтед» розгромив свого найближчого переслідувача, лондонський «Арсенал», з рахунком 6:1 (Роулі зробив хет-трик) і гарантував собі чемпіонський титул.
В цілому за «Манчестер Юнайтед» Джек провів 424 матчі і забив 211 голів (один з чотирьох — поряд з Вейном Руні, Боббі Чарльтоном і Денісом Лоу — гравців «Юнайтед», які забили за клуб більше 200 голів), в тому числі 8 хет-триків, 3 «покери» (проти «Свонсі Сіті» 4 грудня 1937 року, проти «Чарльтон Атлетік» 30 серпня 1947 року й проти «Гаддерсфілд Таун» 8 листопада 1947 року) і один «пента-трик» (проти «Йовіл Таун» 12 лютого 1949 року).
У лютому 1955 року Джек перейшов в «Плімут Аргайл», де став граючим тренером. Забив за клуб 15 м'ячів в 58 матчах. У травні 1957 року остаточно завершив кар'єру футболіста, але продовжив залишатися головним тренером «Плімута».

## Виступи за збірну
2 грудня 1948 року дебютував в офіційних матчах у складі національної збірної Англії в товариській грі проти збірної Швейцарії на стадіоні «Гайбері», відзначившись голом ударом з відстані 35 ярдів (приблизно 32 метри).
16 листопада 1949 року в матчі відбору на чемпіонат світу 1959 року забив 4 м'ячі у ворота збірної Ірландії, а вже 30 листопада в товариській грі з італійцями забив свій останній гол за збірну.
Востаннє вийшов у футболці «трьох левів» 5 квітня 1952 року в матчі Домашнього чемпіонату Великої Британії проти Шотландії. Всього протягом кар'єри у національній команді, яка тривала 5 років, провів у формі головної команди країни 6 матчів, забивши 6 голів. Також провів одну гру за другу збірну Англії у травні 1949 року проти Нідерландів, відзначившись хет-триком.

## Кар'єра тренера
Розпочав тренерську кар'єру, ще продовжуючи грати на полі, 1955 року, очоливши тренерський штаб клубу «Плімут Аргайл». В сезоні 1958/59 допоміг « пілігримам» виграти Третій дивізіон і вийти у Другий. У березні 1960 року покинув «Плімут».
З червня 1960 по травень 1963 року був головним тренером «Олдем Атлетик». В сезоні 1962/63 вивів «Олдем» у Третій дивізіон, зайнявши з командою 2-ге місце в Четвертому дивізіоні.
У сезоні 1963/64 був головним тренером амстердамського «Аякса». Потім повернувся до Великої Британії, де короткий час тренував «Рексем» і «Олдем Атлетік». У грудні 1969 року завершив тренерську кар'єру. Після цього працював у поштовому відділенні в Олдемі.
Помер 28 червня 1998 року на 78-му році життя у місті Шоу-енд-Кромптон.

## Статистика виступів

### Клубна
| Клуб              | Сезон             | Ліга | Ліга | Кубок Англії | Кубок Англії | Суперкубок Англії | Суперкубок Англії | Всього | Всього |
| Клуб              | Сезон             | Ігри | Голи | Ігри         | Голи         | Ігри              | Голи              | Ігри   | Голи   |
| ----------------- | ----------------- | ---- | ---- | ------------ | ------------ | ----------------- | ----------------- | ------ | ------ |
| Борнмут           | 1936/37           | 22   | 12   | 0            | 0            | 0                 | 0                 | 22     | 12     |
| Борнмут           | Всього            | 22   | 12   | 0            | 0            | 0                 | 0                 | 22     | 12     |
| Манчестер Юнайтед | 1937/38           | 25   | 9    | 4            | 0            | 0                 | 0                 | 29     | 9      |
| Манчестер Юнайтед | 1938/39           | 38   | 10   | 1            | 0            | 0                 | 0                 | 39     | 10     |
| Манчестер Юнайтед | 1945/46           | -    | -    | 4            | 2            | -                 | -                 | 4      | 2      |
| Манчестер Юнайтед | 1946/47           | 37   | 26   | 2            | 2            | 0                 | 0                 | 39     | 28     |
| Манчестер Юнайтед | 1947/48           | 39   | 23   | 6            | 5            | 0                 | 0                 | 45     | 28     |
| Манчестер Юнайтед | 1948/49           | 39   | 20   | 8            | 9            | 1                 | 1                 | 48     | 30     |
| Манчестер Юнайтед | 1949/50           | 39   | 20   | 5            | 3            | 0                 | 0                 | 44     | 23     |
| Манчестер Юнайтед | 1950/51           | 39   | 14   | 3            | 1            | 0                 | 0                 | 42     | 15     |
| Манчестер Юнайтед | 1951/52           | 40   | 30   | 1            | 0            | 0                 | 0                 | 41     | 30     |
| Манчестер Юнайтед | 1952/53           | 26   | 11   | 4            | 3            | 1                 | 2                 | 31     | 16     |
| Манчестер Юнайтед | 1953/54           | 36   | 12   | 1            | 0            | 0                 | 0                 | 37     | 12     |
| Манчестер Юнайтед | 1954/55           | 22   | 7    | 3            | 1            | 0                 | 0                 | 25     | 8      |
| Манчестер Юнайтед | Всього            | 380  | 182  | 42           | 26           | 2                 | 3                 | 424    | 211    |
| Плімут Аргайл     | 1954/55           | 13   | 2    | 0            | 0            | 0                 | 0                 | 13     | 2      |
| Плімут Аргайл     | 1955/56           | 16   | 6    | 0            | 0            | 0                 | 0                 | 16     | 6      |
| Плімут Аргайл     | 1956/57           | 27   | 6    | 2            | 1            | 0                 | 0                 | 29     | 7      |
| Плімут Аргайл     | Всього            | 56   | 14   | 2            | 1            | 0                 | 0                 | 58     | 15     |
| Всього за кар'єру | Всього за кар'єру | 458  | 208  | 44           | 27           | 2                 | 3                 | 504    | 238    |

| Клуб              | Сезон             | Ліга | Ліга | Кубок | Кубок | Всього | Всього |
| Клуб              | Сезон             | Ігри | Голи | Ігри  | Голи  | Ігри   | Голи   |
| ----------------- | ----------------- | ---- | ---- | ----- | ----- | ------ | ------ |
| Манчестер Юнайтед | 1939/40           | 0    | 0    | 0     | 0     | 0      | 0      |
| Манчестер Юнайтед | 1940/41           | 11   | 17   | 2     | 2     | 13     | 19     |
| Манчестер Юнайтед | 1941/42           | 23   | 42   | 0     | 0     | 23     | 42     |
| Манчестер Юнайтед | 1942/43           | 4    | 5    | 2     | 3     | 6      | 8      |
| Манчестер Юнайтед | 1943/44           | 5    | 6    | 0     | 0     | 5      | 6      |
| Манчестер Юнайтед | 1944/45           | 3    | 5    | 0     | 0     | 3      | 5      |
| Манчестер Юнайтед | 1945/46           | 28   | 20   | 0     | 0     | 28     | 20     |
| Всього за кар'єру | Всього за кар'єру | 74   | 95   | 4     | 5     | 78     | 100    |

### Збірна
| № | Дата              | Суперник  | Рахунок | Голи Роулі | Змагання                   |
| - | ----------------- | --------- | ------- | ---------- | -------------------------- |
| 1 | 2 грудня 1948     | Швейцарія | 6:0     | 1          | Товариський матч           |
| 2 | 13 травня 1949    | Швеція    | 1:3     | -          | Товариський матч           |
| 3 | 22 травня 1949    | Франція   | 3:1     | -          | Товариський матч           |
| 4 | 16 листопада 1949 | Ірландія  | 9:2     | 4          | Відбіркові матчі ЧС-1950   |
| 5 | 30 листопада 1949 | Італія    | 2:0     | 1          | Товариський матч           |
| 6 | 5 квітня 1952     | Шотландія | 2:1     | -          | Чемпіонат Великої Британії |

| № | Дата           | Суперник   | Рахунок | Голи Роулі | Змагання         |
| - | -------------- | ---------- | ------- | ---------- | ---------------- |
| 1 | 18 травня 1949 | Нідерланди | 4: 0    | 3          | Товариський матч |

### Тренерська статистика
| Клуб          | Початок роботи | Завершення роботи | Показники | Показники | Показники | Показники | Показники |
| Клуб          | Початок роботи | Завершення роботи | М         | В         | Н         | П         | % перемог |
| ------------- | -------------- | ----------------- | --------- | --------- | --------- | --------- | --------- |
| Плімут Аргайл | лютий 1955     | березень 1960     | 238       | 93        | 52        | 93        | 39,08     |
| Олдем Атлетік | липень 1960    | травень 1963      | 151       | 66        | 33        | 52        | 43,71     |
| Аякс          | 1963           | 1964              | 35        | 17        | 8         | 10        | 48,57     |
| Рексем        | січень 1966    | квітень 1967      | 58        | 19        | 22        | 17        | 32,76     |
| Олдем Атлетік | жовтень 1968   | грудень 1969      | 57        | 16        | 14        | 27        | 28,07     |

## Титули і досягнення
- Чемпіон Англії (1):

«Манчестер Юнайтед»: 1951–52
- Володар Кубка Англії (1):

«Манчестер Юнайтед»: 1947–48
- Володар Суперкубка Англії (1):

«Манчестер Юнайтед»: 1952

## Особисте життя
Батько Джека Роулі на аматорському рівні грав за «Волсолл» на позиції воротаря. Молодший брат Джека, Артур Роулі (1926—2002), був професійним футболістом. Як і старший брат, він був бомбардиром, але, на відміну від Джека, забивав не у вищому дивізіоні. Артур Роулі є найкращим бомбардиром в історії Футбольної ліги Англії (434 голи).